# Umbrella Pricing
Umbrella Pricing ist der aus dem Preisschirmeffekt bzw. Umbrellaeffekt entstehende  Preisbildungseffekt, dass Wettbewerber dazu tendieren, sich den Preisen des Marktbeherrschers anzupassen.
Im europäischen Kartellrecht haften Kartellbeteiligte Dritten gegenüber für die Schäden, die durch am Kartell orientierte Preise von Nichtkartellteilnehmern entstehen.